# Гамильтон, Александр (филолог)
Александр Гамильтон (англ. Alexander Hamilton; 1762 — 30 декабря 1824) — британский лингвист, один из первых европейцев, изучивших санскрит.
Гамильтон был двоюродным братом своего тёзки, американского государственного деятеля Александра Гамильтона. Он стал лейтенантом на флоте Британской Ост-Индской компании, впоследствии дослужился до капитана. Во время нахождения в Индии он присоединился к Азиатскому обществу Бенгалии, основанному Уильямом Джонсом и Чарльзом Уилкинсом. Он также женился на бенгалке. После смерти Джонса Уилкинс и Гамильтон были единственными европейцами, изучившими санскрит. После возвращения в Европу Гамильтон подробно изучал санскрит в Британском музее и Париже, куда отправился, чтобы сопоставить санскритские рукописи, хранящиеся в Национальной библиотеке. Он помогал Уилкинсу с его переводом «Хитопадеши».
После войны, разразившейся между Англией и Францией в 1803 году, Гамильтон был задержан как вражеский шпион, но затем был освобождён для продолжения своих исследований по просьбе французского учёного Константина Вольнея. Гамильтон преподавал санскрит Вольнею и другим, включая Фридриха Шлегеля и Жан-Луи Бюрнуфа, отца Эжена Бюрнуфа.
В 1813 году Гамильтон завершил свой каталог рукописей Национальной библиотеки, который позднее был опубликован французским востоковедом Луи-Матьё Лангле. После окончания Наполеоновских войн многие немецкие исследователи учились у него, в первую очередь Франц Бопп и Август Вильгельм Шлегель.
Позже Гамильтон вернулся в Лондон. С мая 1806 года по 1818 год он возглавлял кафедру санскрита и индийских языков в колледже Ост-Индской компании в Хэйлибери. В 1808 году стал членом Королевского общества. Опубликовал в 1811 году санскритский текст «Хитопадеши», в 1815 — трактат по санскритской грамматике. Кроме того, Александр Гамильтон написал ряд статей по древней географии Индии, опубликованных в «Edinburgh Review». Умер 30 декабря 1824 года.